# Dolichoderus britannicus
Dolichoderus britannicus é uma espécie de formiga do gênero Dolichoderus.